# Bromöldruck

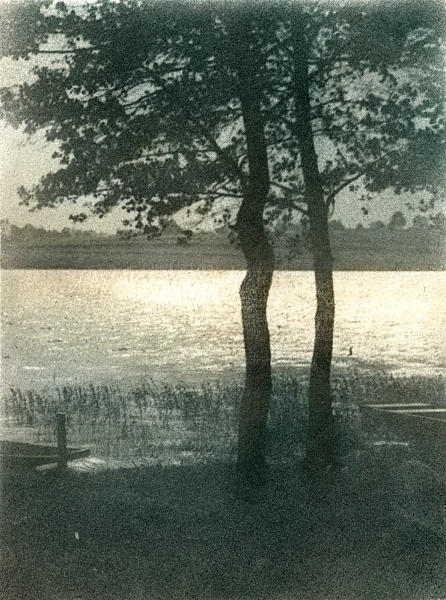
Beispiel für einen Bromöldruck: Der Jordán-See in Tábor (Josef Jindřich Šechtl, 1920er)

Bromöldruck, auch Bromölumdruck, ist als Edeldruckverfahren kein Druckverfahren im eigentlichen Sinn, sondern ein photographisches Positivkopierverfahren. Der Ölumdruck wurde 1873 von William de Wiveleslie Abney erfunden und 1911 von Robert Demachy weiterentwickelt.

## Druckverfahren
Grundlage bildet ein Bromsilberpositiv, das auf ungehärtetem und damit quellfähigem Bromsilberpapier belichtet wurde. Nach Fixierung und Wässerung wird das Silberbild mit einem Chromatbleichbad ausgebleicht, das aus einer Lösung von Kupfersulfat, Kaliumbromid und Kaliumdichromat- oder Ammoniumdichromatlösung besteht.
Dieser chemische Vorgang bewirkt eine teilweise Härtung (Gerbung) der Gelatineschicht des Papieres, die dadurch wasserunlöslich wird. Diese Gerbung verläuft proportional zum vorhandenen Silberbild. Dieses Gelatinerelief wird zum Auftrag einer Farbe gewässert. Die nicht gehärteten Stellen (helle Bildtöne) nehmen viel, gehärtete Bildstellen entsprechend weniger Wasser auf. Das Wasser wird oberflächlich vom Papier abgenommen und dann mit verschiedenartigen Pinseln oder Walzen eine ölhaltige Druckfarbe aufgetupft. Diese bleibt nur an den gehärteten und daher wasserfreien Stellen haften. Dadurch entsteht ein positives Farbstoffbild. Der Farbton wird durch die Wahl der Ölfarbe bestimmt. Durch Umdruck auf Papier entsteht ein Bromölumdruck. Dieses Verfahren kann mehrmals durchgeführt werden und es entstehen Bilder von eigenständigem Reiz.
Dieses Verfahren wurde auch genutzt, um vor der Erfindung des Farbfilms Farbfotografien mit sehr natürlicher Farbgebung zu erzeugen: Durch Farbzerlegung mit Filtern (blau, grün, rot) wurden 3 passgenaue Schwarz-Weiß-Aufnahmen eines Motivs hergestellt und die Gelatinematrizen mit Gelb auf der Blau-, Rot auf der Grün- und Blau auf der Rotfilteraufnahme eingefärbt und dann in mehrfachen Druckvorgängen übereinander gedruckt.
Weil die Bildschicht bei diesen Fotografien aus pigmenthaltiger Farbe besteht, sind die Bilder sehr haltbar und verändern sich nicht, wie zum Beispiel Silberbromidabzüge.

## Öldruck
Der Öldruck ist ein Edeldruckverfahren zur Herstellung einer Druckform durch fotografische Belichtung, das im Jahr 1866 von Emil Mariot (1825–1891) entwickelt wurde. Es basiert auf einer oberflächlich mit Fettfarbe behandelten Kolloidschicht. Das Herstellungsprinzip gleicht dem Kohledruck. Die Farbpigmente werden nun nicht in der Kolloidschicht eingelagert, sondern nachträglich auf die Kolloidschicht aufgestupst. Man macht sich dabei die Abstoßung von Fett und Wasser zunutze. Die gegerbten Stellen der Gelatine nehmen kein oder wenig Wasser auf, dafür mehr Fettfarbe. Weil die Bildschicht bei diesen Fotografien aus pigmenthaltiger Farbe besteht, sind die Bilder sehr haltbar und verändern sich nicht, wie zum Beispiel Silberbromidabzüge.
Der Ölumdruck (auch Bromölumdruck oder Bromöl-Transferdruck) ist eine Technik zur Herstellung einer Druckform durch eine fotografische Belichtung und ähnelt, da es auf der Abstoßung fetthaltiger und wasserhaltiger Schichten besteht, den lithographischen Verfahren. Druckt man einen solchen Abzug auf ein neues Papier um, so ist die fotografische Herkunft nicht mehr ohne weiteres zu erkennen.
Das mit dem Öldruck gewonnene Fettfarbenbild wird dabei in der Kupferdruckpresse auf ein normales Papier umgedruckt. Der Vorgang kann – wie beim verfahrensverwandten Lichtdruck – oft wiederholt werden. Mit mehreren übereinandergelegten Umdrucken erreicht man einen größeren Tonwertreichtum, auch mehrfarbige Abzüge sind möglich.